# 박용기 (1919년)
박용기(朴龍基, 1919년 4월 6일~1999년 2월 16일)은 대한민국의 정치인이다. 대한민국의 제10대 국회의원을 역임했다.

## 생애
1919년에 태어나 남원공립농업학교를 졸업했다.
전북도의회의원을 맡은 뒤 줄포어업조합장과 전북도곡물협회장 등을 지냈다.
1978년, 제10대 국회의원 선거에서 무소속으로 출마해 당선되며 국회의원이 되었다.

## 역대 선거 결과
|  | 28.84% |

|  | 12.63% |